# 左豊
左 豊（さ ほう、生没年不詳）は、後漢の人物。
黄巾の乱の鎮圧に尽力していた盧植の陣屋を訪ね、賄賂を要求する。盧植は「そんなものはない」、と答えたが、左豊はこれを根に持ち、盧植に罪を着せて逮捕した。